# Ambly-Fleury

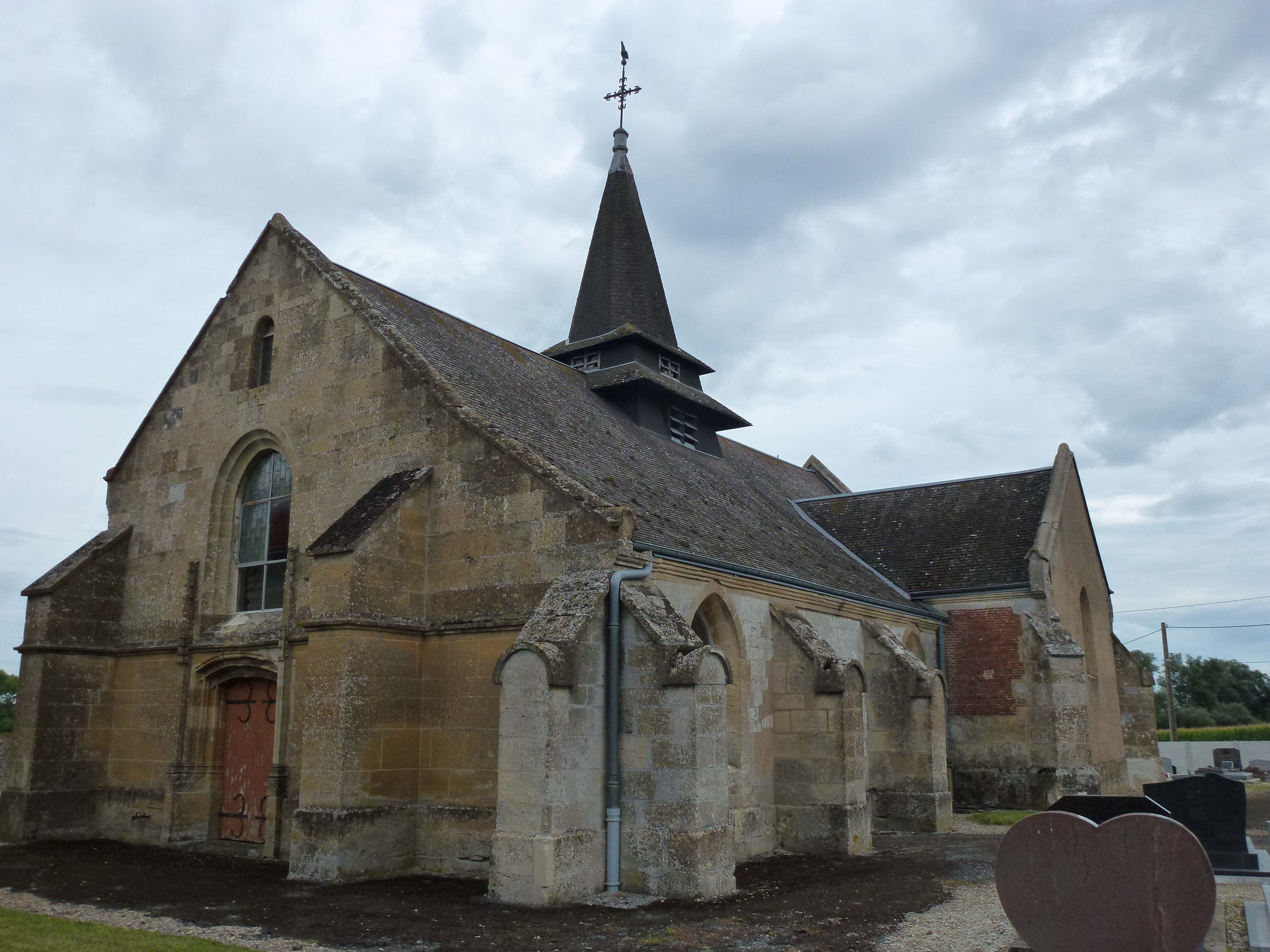
Kerk Saint-Pierre-aux-Liens (Sint-Pieters-banden) van Ambly-Fleury

Ambly-Fleury is een gemeente in het Franse departement Ardennes (regio Grand Est) en telt 151 inwoners (1999). De plaats maakt deel uit van het arrondissement Rethel.

## Geografie
De oppervlakte van Ambly-Fleury bedraagt 5,9 km², de bevolkingsdichtheid is 25,6 inwoners per km².
De onderstaande kaart toont de ligging van Ambly-Fleury met de belangrijkste infrastructuur en aangrenzende gemeenten.

## Demografie
Onderstaande figuur toont het verloop van het inwonertal (bron: INSEE-tellingen).

Vanwege een beveiligingsprobleem met de MediaWiki Graph-software is het momenteel niet mogelijk deze grafiek weer te geven. Zodra de software is bijgewerkt zal de grafiek vanzelf weer zichtbaar worden.